# Шебуон
Шебуон (швед. Skeboån) — мала річка на сході Швеції, у лені Стокгольм. Довжина річки становить 53 км, площа басейну  — 482,8 км². 
На річці у селі Шебубрук (швед. Skebobruk) з 1600-х років по 1924 рік діяв металургійний завод «Шебу брук» (швед. Skebo bruk), що виготовляв залізо на експорт. 

## Зовнішні посилання
- Skeboån [Архівовано 19 серпня 2014 у Wayback Machine.]. (швед.)